# 60-й корпус ППО (Україна)
60-й Червонопрапорний корпус протиповітряної оборони (60 кППО, в/ч 03119) — оперативно-тактичне з'єднання у складі Військ ППО Збройних сил України, що існувало у 1992—2004 роках.

## Історія
У 1992 році, після розпаду СРСР, 60-й корпус протиповітряної оборони Радянської армії перейшов під юрисдикцію України.
У січні 1992 року 275-та гвардійська зенітна ракетна бригада (управління, група зрдн С-200, 3 зрдн С-75, 2 зрдн С-125, 2 зрдн С-125 кадр., тдн-200, тдн-75, тдн-125) була передана зі складу 60 кППО до складу збройних сил Республіки Молдова.
Влітку 1992 року 60-й корпус ППО увійшов до Збройних сил України у складі Військ Протиповітряної оборони ЗС України.
2004 року у ході реформування збройних сил України, військово-повітряні сили і війська протиповітряної оборони були об'єднанні у єдиний вид — Повітряні сили України. На фондах 60-го корпусу ППО і 5-го авіаційного корпусу створено Повітряне командування «Південь» (м. Одеса).

## Склад
1992 рік
- 62-й винищувальний авіаційний полк ППО (в/ч 49222, аер. Бельбек)
- 737-й винищувальний авіаційний полк ППО (в/ч 36853, м. Арциз)
- 100-та зенітна ракетна бригада (в/ч 26709, м. Запоріжжя)
- 160-та зенітна ракетна бригада (в/ч 25252, м. Одеса)
- 174-та зенітна ракетна бригада (в/ч 48589, м. Севастополь)
- 206-та зенітна ракетна бригада (в/ч 65318, м. Євпаторія)
- 208-ма гвардійська зенітна ракетна бригада (в/ч 53848, м. Херсон)
- 1014-й гвардійський зенітний ракетний полк (в/ч 72019, м. Феодосія)
- 1170-й зенітний ракетний полк (в/ч 48413, м. Миколаїв)
- 14-та радіотехнічна бригада (в/ч 04743, м. Одеса)
- 16-та радіотехнічна бригада (в/ч 95105, м. Севастопіль)

## Командування
- Генерал-майор Стеценко Олександр Олексійович (1992—1994)
- Генерал-лейтенант Торопчин Анатолій Якович (1994—1998)
- Генерал-майор Хімченко Сергій Миколайович (1998—2003)
- Генерал-лейтенант Петрушенко Микола Миколайович (2004)